# Döbeln
Döbeln là một thị xã trong bang tự do Sachsen, Đức, thuộc huyện Mittelsachsen, nằm bên hai bờ sông Freiberger Mulde.
Döbeln kết nghĩa với:
- Unna, Đức[1]